# Estudo clínico randomizado controlado
Um ensaio controlado aleatorizado, ou ensaio controlado randomizado, ou ainda estudo clínico controlado randomizado (em inglês:  randomized controlled trial), é um dos possíveis tipos formais de experimentos usados na prática do método científico.
Na medicina, experimentos deste tipo são frequentemente usados para testar a eficácia de um tratamento em uma população de pacientes, ou para coletar informações sobre seus efeitos secundários.
O termo "randomizado" diz respeito ao fato de que os grupos utilizados no experimento têm seus integrantes escolhidos de forma aleatória. O termo "controlado" diz respeito a determinadas variáveis que são controladas, buscando-se identificar a relação entre variáveis.

## Exemplo
Um estudo busca identificar a relação entre o uso de antidepressivos e a melhora da depressão. Dois grupos de pacientes são escolhidos de forma aleatória e dividos em A e B. O grupo A recebe antidepressivos, enquanto o grupo B (grupo de controle) recebe placebo (pílulas de farinha, por exemplo). Ao final de 2 meses avalia-se a diferença entre os dois grupos.